# 환산정
환산정(環山亭)은 대한민국 전라남도 화순군 동면 서성리에 있는 건축물이다. 2007년 1월 5일 화순군의 향토문화유산 제35호로, 2025년 1월 6일 화순 제11경으로 지정되었다.

## 개요
화순 제11경 "환산정(環山亭)"
화순군 향토문화유산 제35호
전라남도 화순군 동면 백천로 236-1(서성리 147)
환산정(環山亭)은 1637년 백천(百泉) 류함(柳涵) 선생이 창건한 정자(亭子)로, 방 1칸의 소박한 초정(草亭)이었는데, 1896년 중건(重建), 1922년 1차 중수(重修), 1935년 1차 보수(補修), 1958년 2차 보수(補修), 2010년 2차 중수(重修)하였다.   
공(公)의 휘는 함(涵)이요 자는 자정(子淨)이며, 호는 백천(百泉)으로 본관은 문화류씨(文化柳氏)이다. 공은 이괄 변란(李适變亂,1624)에 족손(族孫) 백석(白石) 류집(柳楫)과 함께 의병을 모집하여 양호(兩湖)로써 근왕(勤王)의 계획을 세웠고, 정묘호란(丁卯胡亂,1627)에는 조카 류응량(柳應良)과 함께 전라도(全羅道)에서 의병을 일으켰으며, 병자호란(丙子胡亂,1636)에는 임진왜란(壬辰倭亂) 때 평양(平壤)에서 순절한 백형(伯兄) 홍(泓)이 썼던 보검(寶劒)을 차고, 화순(和順)에서 거의(擧義)하여 맹주(盟主)로서 의병을 이끌고 청주(淸州)까지 올라갔다가 화친(和親)의 소식을 듣자 통곡하고, 돌아와서 환산정(環山亭)을 짓고 절속(絶俗)하였다.
산자수명(山紫水明)을 자랑하는 환산정(環山亭)은 백천(百泉) 선생의 우국지한(憂國之恨)을 삭이던 곳으로 소요하며 때때로 시를 읊었다. 공이 정자를 세우고 운(韻)을 부쳤으니 “마당엔 외로운 소나무 섬돌엔 국화 진나라 율리 사는 도연명에게 배웠네. 세상이 시끄러워 처음 계획 어긋나니 산수 그윽한 곳에 만년의 정 의탁했네. 봄가을의 나뭇잎에도 나이를 잊었지만 마음속엔 일월로 황명을 보존했네. 날 추워야 늦게 시듦 그 누가 안다 했나. 산 늙은이 세월 따라 불평도 사그라지는 걸(庭有孤松階有菊 學來栗里晉先生 乾坤磊落違初計 山水幽閒托晩情 葉上春秋忘甲子 心中日月保皇命 歲寒後操其誰識 時與山翁和不平 )”라고 하였다. 
공은 벼슬을 멀리하고 오직 후학들의 강학(講學)에 진력하며 성리학에 전심하면서, 당대 문장가였던 지봉(芝峯) 이수광(李睟光) 우복(愚伏) 정경세(鄭經世) 등과 더불어 도의(道義)로 사귀고 이기(理氣)로 문답하여 <사서설(四書說)>을 남겼다. 공(公)의 시문(詩文)은 “낙하절창(洛下絶唱)이요, 남중독보(南中獨步)”라고 평을 받을 정도로 단아하고 진솔하다. 90세가 넘은 부모를 극진히 모셔 백천효자(百泉孝子)로도 이름이 높았다. 언동사(彦洞祠)에 배향(配享)되었다.
현재의 환산정은 정면 5칸 측면 2칸의 전퇴(前退)를 둔 남향(南向)의 평면 형식이다.  
환산정(環山亭) 편액은 원교(園嶠) 이광사(李匡師)선생의 갈필(渴筆) 작품이며, 연화부수형(蓮花浮水形)의 광취명당(廣聚明當)이다.  

亭內에는 16개의 현판이 있다.